# Alexandre Ragoza
Alexandre Ragoza (en russe : Александр Францевич Рагоза, en ukrainien : Олександр Францевич Рогоза), né le 8 juin 1858 (le 27 mai en calendrier julien) à Vitebsk, en actuelle Biélorussie, mort le 27 juin 1919 à Odessa, est un militaire de l'Armée impériale russe puis de l'Hetmanat ukrainien. Il prend part à la Première Guerre mondiale en Europe de l'Est, est nommé ministre de la Défense de l'hetmanat et meurt exécuté pendant la guerre civile russe.

## Biographie

### Carrière dans l'armée impériale russe

La 4e armée au sud du front roumain, septembre 1916-janvier 1917

Né dans la noblesse du gouvernement de Vitebsk, Alexandre Ragoza étudie au lycée militaire de Polotsk puis à l'École d'artillerie Michel de Saint-Pétersbourg. Il prend part à la guerre russo-turque de 1877-1878 et reprend ses études à l'École militaire d'état-major Nicolas d'où il sort avec le grade de capitaine. Il sert en Extrême-Orient russe avant de commander la forteresse de Kertch (Crimée) puis celle de Daugavgrīva (Lettonie).
Au début de la Première Guerre mondiale, il commande la 12e division de fusiliers dans le XIIe corps d'armée, partie de la 8e armée russe, pendant la bataille de Lemberg. Fin septembre 1914, il reçoit le commandement du XXVe corps d'armée, partie de la 9e armée russe, et participe à la bataille de la Vistule. En août 1915, il est nommé à la tête de la 4e armée russe. En février et mars 1916, il remplace Vladimir Smirnov (de), malade, à la tête de la 2e armée russe pendant l'offensive du lac Narotch aux confins de la Biélorussie et de la Lituanie. En juillet 1916, il reprend le commandement de la 4e armée lors de l'offensive de Baranavitchy (Baranavitchy, en Biélorussie), tentative malheureuse pour appuyer l'offensive Broussilov par une diversion dans le secteur nord du front.

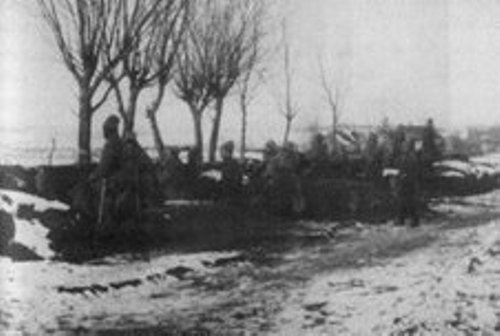
Corps des Zaporogues, 1918

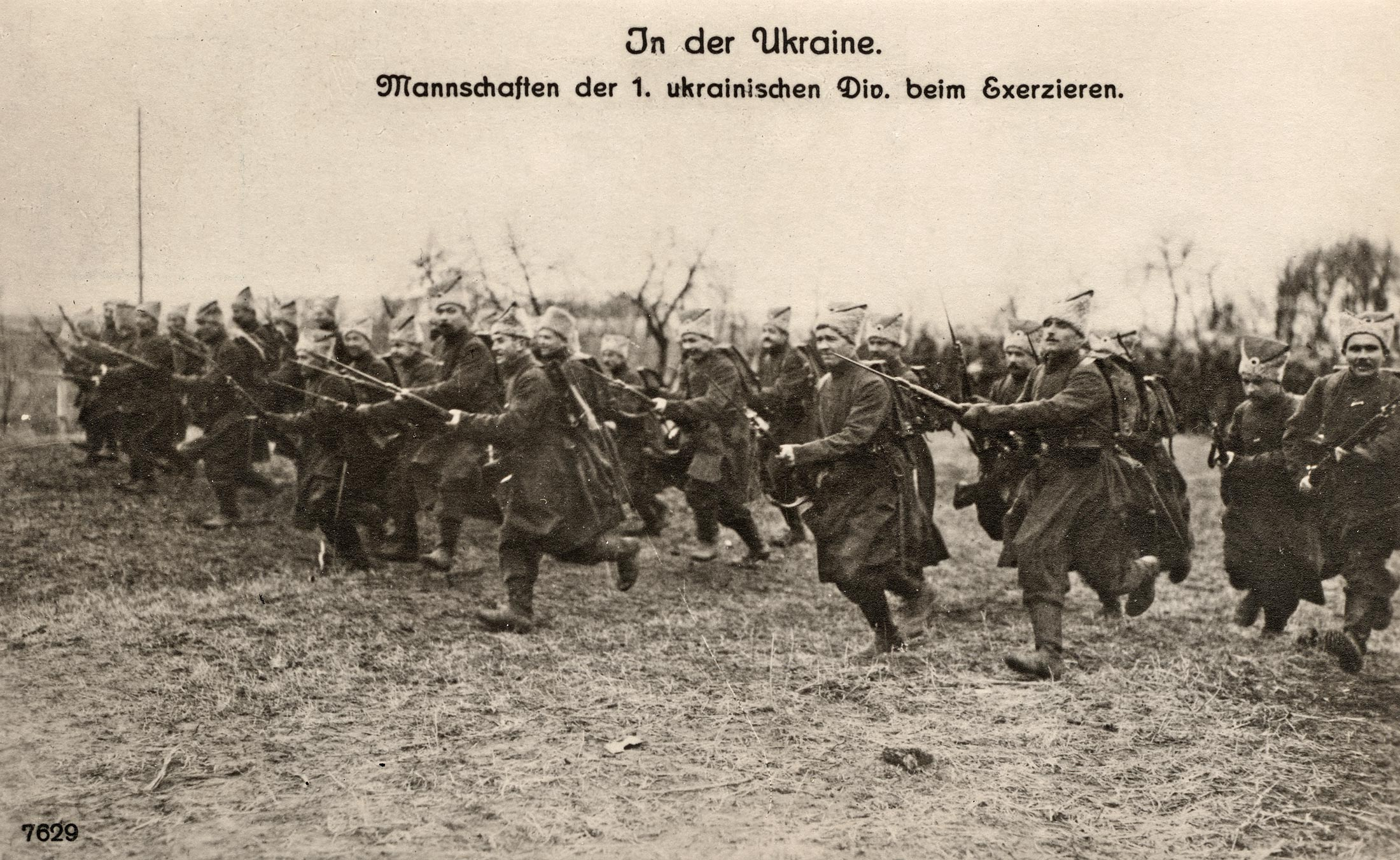
1re division ukrainienne (« Bleus ») à l'entraînement en 1918

Pendant l'automne 1916, la 4e armée est transférée sur le front de Roumanie ; en décembre, elle stabilise le front sur le Râmnicul Sărat (de) dans le sud de la Moldavie.

### Dans la guerre civile russe et ukrainienne
Après la révolution d'Octobre, Ragoza refuse le pouvoir des bolcheviks et s'engage dans l'armée récemment formée de l'Hetmanat, gouvernement nationaliste ukrainien sous la tutelle des empires centraux, dirigé par Pavlo Skoropadsky qui dissout le parlement provisoire ukrainien, la Rada centrale, le 29 avril 1918. Ragoza devient ministre de la Défense de l'Hetmanat. Il tente de former une armée nationale en réunissant des unités hétéroclites : corps des Zaporogues (uk), division Serdyoutska (uk), Sirojoupanniki (uk) (capotes grises), Sinojoupanniki (uk)
(capotes bleues, d'après la couleur de leur uniforme).
Lors du retrait des troupes allemandes en novembre 1918, Skoropadsky est déposé et emprisonné par les nationalistes ukrainiens de gauche, dirigés par Simon Petlioura, qui instaurent la République populaire ukrainienne. Ragoza est brièvement arrêté en décembre 1918, puis relâché. Il part à Odessa pour tenter de rejoindre les Armées blanches d'Anton Dénikine qui combattent les bolcheviks dans la guerre civile russe. Il reste à Odessa lors de la prise de la ville par l'Armée rouge de Nikifor Grigoriev en mars 1919 ; il refuse de s'engager dans leurs rangs. Il est fusillé le 27 juin 1919.

## Sources et bibliographie
- (de) Cet article est partiellement ou en totalité issu de l’article de Wikipédia en allemand intitulé « Alexander Franzewitsch Ragosa » (voir la liste des auteurs) dans sa version du 18 mars 2016.